# 王占鵬
王 占鵬（おう せんほう、ワン・チァンパン、Wang ZhanPeng 1976年5月19日 - ）は、中華人民共和国北京市出身の元野球選手（投手）。

## 経歴・人物
中国代表に複数回選出され、1997年と1999年のアジア野球選手権では最優秀左腕投手に選ばれている。